# Jericó (kommun i Colombia, Boyacá, lat 6,11, long -72,60)
Jericó är en kommun i Colombia.   Den ligger i departementet Boyacá, i den centrala delen av landet, 230 km nordost om huvudstaden Bogotá. Antalet invånare är 4 716. Arean är 179 kvadratkilometer.
Terrängen i Jericó är huvudsakligen bergig, men åt sydost är den kuperad.